# Kalettes

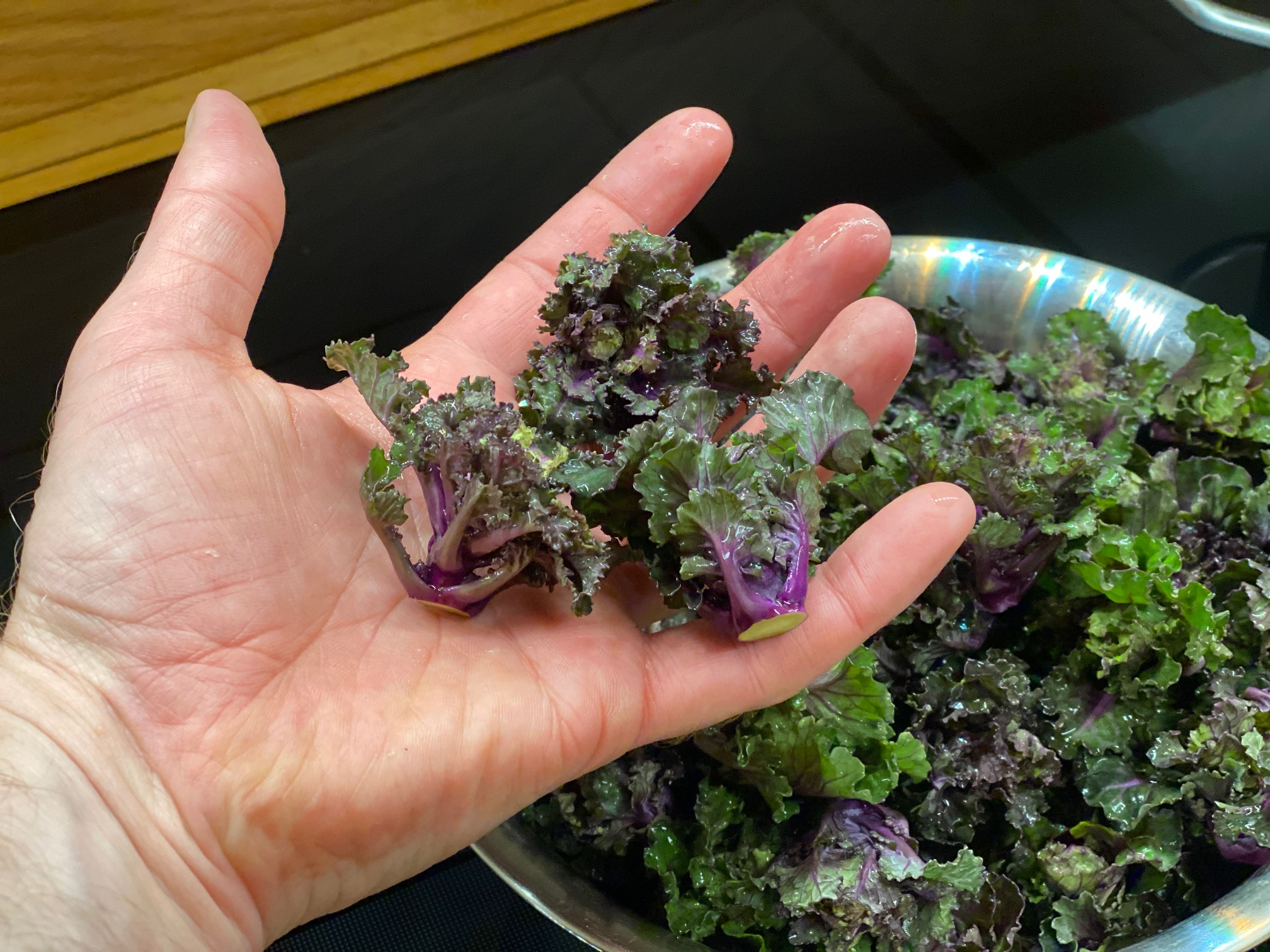
Kochbereite Kalettes

Kalettes sind ein Gemüse, eine Kreuzung aus Rosenkohl und Grünkohl; sie sind auch unter den Namen Kohlröschen, Wilder Rosenkohl oder Flower Sprout im Handel und werden zuweilen in Anspielung auf ihr Petticoat-ähnliches Aussehen auch "Pettikohl" genannt. "Kalettes" ist der eingetragene Markenname der Firma Tozer Seeds Ltd, die dieses Gemüse erstmals 2010 kommerziell im Vereinigten Königreich eingeführt hat.

## Geschichte
1995 arbeitete Jamie Claxton an einer Kreuzung aus Grünkohl und Rosenkohl. Da beide zur selben Art – Gemüsekohl – gehören, gelang ihm das ohne den Einsatz von Gentechnik. Der Name Kalettes ist eine verniedlichende englische Bezeichnung für Grünkohl, Kale. Der englische Saatguthersteller Tozer Seeds ließ im Jahr 2000 die ersten Testfelder bestellen. 2010 nahm der britische Supermarktriese Marks & Spencer das Gemüse in sein Angebot auf. In den USA werden Kalettes als "Lollipops" vertrieben. Inzwischen kann man das Gemüse auch in Deutschland, z. B. auf Wochenmärkten, kaufen.

## Eigenschaften
Die ähnlich wie zwergenhafter Grünkohl aussehenden Kohlröschen, die sich in den Blattachseln der knapp 100 Zentimeter hohen Pflanze entwickeln, werden als Superfood bezeichnet, weil sie doppelt so viel Vitamin C und B6 enthalten wie Rosenkohl. Das Gemüse enthält große Mengen an Ballaststoffen, Eisen, Antioxidantien sowie die Vitamine A und K und Kalzium. Es schmeckt nussig und entwickelt bei der Verarbeitung kaum den typischen Kohlgeruch. Die Erntezeit reicht von November bis März. Der Hybridsamen muss jedes Jahr neu vom Saatguthersteller gekauft werden – er kann sich nicht selbst vermehren.

## Anbau
Kalettes brauchen einen sonnigen Standort und nährstoffreichen Boden; lehmhaltige Böden mit einem pH-Wert von mindestens 6,8 sind ideal. Mischkultur mit Tomaten, Porree, Zuckermais, Zucchini oder Zwiebeln hat sich bewährt, um dem Kohlweißling entgegenzuwirken. Die Samen sollten einen Zentimeter tief in Reihen mit 15 Zentimetern Abstand gelegt werden. Vorgezogene Setzlinge werden mit einem Abstand von 50 Zentimetern gepflanzt.

## Verwendung in Rezepten

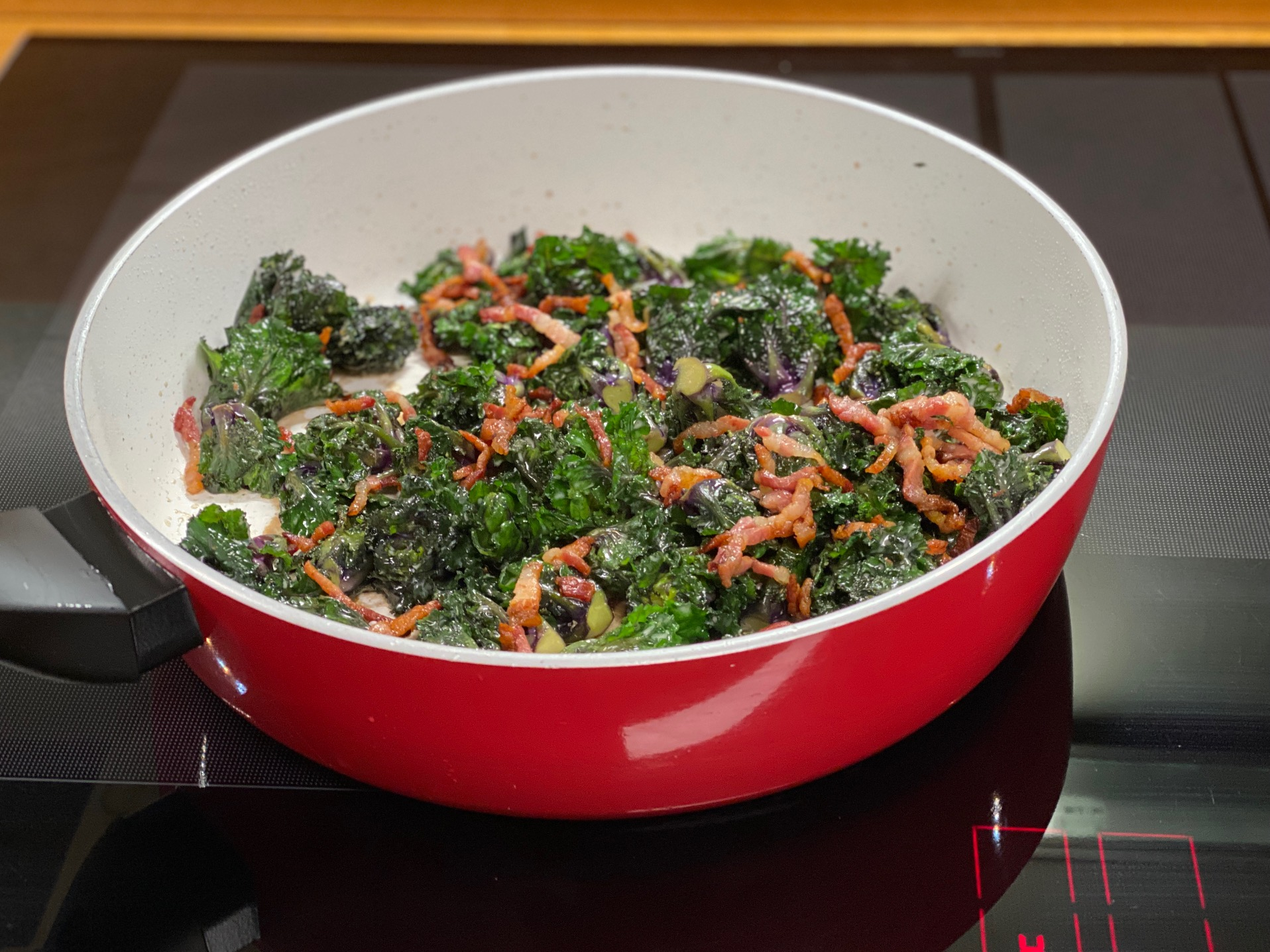
Gebratene Kalettes mit Speck

Das Gemüse lässt sich gut in einer Gemüsepfanne mit Zwiebeln, Roten Beten, Knoblauch, Mandeln und Rosinen verarbeiten. Das Gemüse kann auch zwei bis drei Minuten gedünstet, fünf bis sechs Minuten etwa im Wok gebraten oder gekocht werden sowie als Zutat für Salat dienen. Gekocht passen sie auch gut zu Nudelgerichten und in einem Eintopf.

## Einzelbelege
1. ↑  Providing quality vegetable seed and developing innovative varieties. Abgerufen am 21. Mai 2023 (englisch).
2. ↑  Salad Savoy. Abgerufen am 21. Mai 2023 (amerikanisches Englisch).